# Mladen Šlaj
Mladen Šlaj (Zagreb, 17. srpnja 1957. – 17. siječnja 2020.) bio je hrvatski stomatolog.

## Životopis
1981. godine diplomirao je na Stomatološkom fakultetu u Zagrebu. Na matičnom fakultetu bio je redoviti profesor i pročelnik Kliničkog zavoda za ortodonciju Klinike za stomatologiju KBC-a Zagreb. Na području ortodoncije organizirao je i vodio trajne edukacije. Napisao je više od 100 znanstvenih i stručnih radova. Vodio je više znanstvenih projekata te bio djelatnim sudionikom na više domaćih i inozemnih stručnih i znanstvenih skupova. 2002. godine osnovao je polikliniku koja se specijalizirala za ispravljanje krivih zubi, odnosno usmjeren na estetsku dentalnu medicinu. Bio je član brojnih svjetskih stomatoloških društava i osnivač Hrvatskog društva za dentalnu traumatologiju.
Uža specijalnost bila mu je biomehanika u ortodonciji, suvremena ortodontska dijagnostika i terapija te dio područja kraniofacijalne biologije. Sudjelovao u brojnim znanstvenim istraživanjima, osobito o problemu rasta i razvoja djece te prenatalnog razvoja te o ortodontskim aspektima rasta i razvoja te funkcijske osobitosti orofacijalne regije.